# Medalha McLaughlin
A  Medalha McLaughlin , instituída em 1978, é uma distinção concedida pela Sociedade Real do Canadá,  com dotação da Fundação R. Samuel McLaughlin (1871-1972),  em reconhecimento de uma  atividade de investigação de  excelência em qualquer domínio das ciências médicas.
A concessão é conferida anualmente, se houver um candidato que preencha os requisitos. Além da medalha de prata  chapeada de  ouro, o agraciado recebe a quantia em dinheiro de $2500.

## Laureados[1]
- 1979 - Bernard Belleau
- 1980 - William Robert Bruce
- 1981 - Charles Scriver
- 1982 - John Brown
- 1983 - Charles Leblond
- 1984 - Claude Fortier
- 1985 - Herbert Jasper
- 1986 - André Barbeau
- 1987 - Henry Friesen
- 1988 - Adolfo de Bold
- 1989 - Samuel Solomon
- 1990 - Tak Wah Mak
- 1991 - Geoffrey Melvill Jones
- 1993 - Michel Chrétien
- 1994 - Jacques de Champlain
- 1995 - Brenda Milner
- 1996 - Alan Bernstein
- 1997 - Yves Marcel
- 1998 - Janet Rossant
- 1999 - Georges Pelletier
- 2000 - Yogesh Patel
- 2001 - Nabil Seidah
- 2002 - Sergio Grinstein
- 2003 - Robert Korneluk
- 2004 - John Bergeron
- 2005 - Robert Hancock
- 2006 - Michael D. Tyers
- 2007 - John R. G. Challis
- 2008 - Robert Roberts
- 2009 - Lorne Babiuk
- 2010 - Mona Nemer
- 2011-  Morley D. Hollenberg
- 2012 - Francis Plummer
- 2013 - Nahum Sonenberg
- 2014 - Philippe Gros
- 2015 - Julio Montaner
- 2016 - Vladimir Hachinksi